# یورا اینووتا
یورا اینووتا (انگلیسی: Juraj Nvota؛ زادهٔ ۱ مارس ۱۹۵۴) هنرپیشه، کارگردان فیلم اهل اسلواکی است.
از فیلم‌ها یا برنامه‌های تلویزیونی که وی در آن نقش داشته‌است می‌توان به من، اولگا هپناروا، ماه عسل و کارت شناسایی اشاره کرد.